# Kubilay Aktaş
Kubilay Aktaş (Saint-Priest, 29 gennaio 1995) è un calciatore francese naturalizzato turco, centrocampista dell'Ümraniyespor.

## Caratteristiche tecniche
È un centrocampista difensivo.

## Carriera

### Club
Cresciuto nel settore giovanile del Saint-Étienne, nel 2013 si trasferisce in Turchia dove inizia la propria carriera professionistica con la maglia del Kasımpaşa; debutta fra i professionisti il 3 ottobre 2013 in occasione del match di Türkiye Kupası vinto 3-2 contro il Fatih Karagümrük. Nel club biancoblù trova poco spazio e nelle stagioni seguenti gioca nelle divisioni inferiori del calcio turco con le maglie di Boluspor, İstanbulspor e Gaziantep; proprio con quest'ultima squadra ritrova la massima serie nel 2019, dopo aver vinto i play-off di seconda divisione. Nel gennaio 2021 si trasferisce al Denizlispor.

### Nazionale
Ha giocato nelle nazionali giovanili turche Under-19 ed Under-20.

## Statistiche
Statistiche aggiornate al 26 febbraio 2021.

### Presenze e reti nei club
| Stagione        | Squadra         | Campionato      | Campionato | Campionato | Coppe nazionali | Coppe nazionali | Coppe nazionali | Coppe continentali | Coppe continentali | Coppe continentali | Altre coppe | Altre coppe | Altre coppe | Totale | Totale | Totale |
| Stagione        | Squadra         | Comp            | Pres       | Reti       | Comp            | Pres            | Reti            | Comp               | Pres               | Reti               | Comp        | Pres        | Reti        | Pres   | Reti   |        |
| --------------- | --------------- | --------------- | ---------- | ---------- | --------------- | --------------- | --------------- | ------------------ | ------------------ | ------------------ | ----------- | ----------- | ----------- | ------ | ------ | ------ |
| 2013-2014       | Kasımpaşa       | SL              | 4          | 0          | CT              | 2               | 0               |                    | -                  | -                  |             | -           | -           | 6      | 0      |        |
| 2014-2015       | Kasımpaşa       | SL              | 5          | 0          | CT              | 1               | 0               |                    | -                  | -                  |             | -           | -           | 6      | 0      |        |
| 2015-gen. 2016  | Boluspor        | 1L              | 4          | 0          | CT              | 2               | 0               |                    | -                  | -                  |             | -           | -           | 6      | 0      |        |
| 2016-2017       | İstanbulspor    | 2L              | 27         | 0          | CT              | 1               | 0               |                    | -                  | -                  |             | -           | -           | 28     | 0      |        |
| 2017-2018       | İstanbulspor    | 1L              | 31         | 1          | CT              | 6               | 0               |                    | -                  | -                  |             | -           | -           | 37     | 1      |        |
| 2018-2019       | Gaziantep       | 1L              | 21         | 1          | CT              | 0               | 0               |                    | -                  | -                  |             | -           | -           | 21     | 1      |        |
| 2019-2020       | Gaziantep       | SL              | 4          | 0          | CT              | 4               | 0               |                    | -                  | -                  |             | -           | -           | 8      | 0      |        |
| 2020-gen. 2021  | Gaziantep       | SL              | 5          | 0          | CT              | 3               | 0               |                    | -                  | -                  |             | -           | -           | 8      | 0      |        |
| gen.-giu. 2021  | Denizlispor     | SL              | 7          | 0          | CT              | 0               | 0               |                    | -                  | -                  |             | -           | -           | 7      | 0      |        |
| Totale carriera | Totale carriera | Totale carriera | 108        | 2          |                 | 19              | 0               |                    | -                  | -                  |             | -           | -           | 127    | 2      |        |